# Marado
Ne doit pas être confondu avec île Mara.
Marado (en coréen : 마라도), aussi appelée Mara-do signifiant île de Mara, est une île de la mer de Chine orientale  située dans la province de Jeju-do en Corée du Sud, pays dont elle est le point le plus méridional.
Marado et Gapado (en), un peu plus au nord,  constituent les seules îles coréennes de la mer de Chine orientale.